# Beltringharder Koog
Beltringharder Koog ist der Name der im Jahr 1987 fertiggestellten Vordeichung eines Teils des schleswig-holsteinischen Wattenmeeres im Bereich der Nordstrander Bucht. Durch diese Maßnahme wurde die ehemalige Insel Nordstrand faktisch an das Festland angebunden und somit zu einem Teil einer Halbinsel. Der Name ist dem historischen Verwaltungsbezirk Beltringharde entlehnt, dessen Territorium jedoch weiter nordwestlich lag.

## Entstehungsgeschichte

### Vor der Eindeichung
Die Festlandküste der nordfriesischen Marschen lag noch bis ins 14. Jahrhundert hinein sehr viel weiter im Westen. Ein Großteil des Festlandes ging durch mehrere Sturmfluten verloren. Einige von ihnen, vor allem die beiden Groten Mandränken – die Zweite Marcellusflut im Jahr 1362 und die Burchardiflut im Jahr 1634 – brachten die größten Zerstörungen im Bereich des nordfriesischen Wattenmeeres. Der größte Landverlust trat im nördlichen Bereich der Insel Alt-Nordstrand ein. Dieses Gebiet, zu dem unter anderem die Beltringharde gehörte, wurde vollkommen zerstört. Der entstandene Strom Norderhever bildete fortan die trennende Wasserlinie zwischen den bis in die heutige Zeit existierenden Überbleibseln Nordstrand und Pellworm.
In der Folge veränderten sich die Strömungsverhältnisse in der Nordsee. Parallel wurden von der Festlandküste aus neue Landflächen erschlossen. Vor allem in der Bredstedter Bucht entstanden mit mehreren Kögen, die heute Teil der Gemeinde Reußenköge sind, fruchtbare Marschländereien. Das neu entstandene Strömungssystem war durch verschiedenartige Sedimentationsvorgänge geprägt. Vor allem im Priel des Norderhever-Stromes wurden Sedimente abgetragen und an den Rändern, das heißt der Festlandküste und den weiter nördlich liegenden Inseln, wieder angelandet. Diese Bedingungen herrschen bis heute vor. Durch die veränderten Strömungsverhältnisse wurde die Norderhever, die inzwischen bis ins Gebiet nördlich der Hamburger Hallig als tiefer Wattenpriel reicht, zum dominierenden Wattstrom und löste damit die weiter nördlich gelegene Süderaue entlang der Halligen Nordmarsch, Langeneß und Gröde ab. Zudem wurden an den Halligländereien umfangreiche Landsicherungsmaßnahmen notwendig. Aus diesem Grund wurden die Halligen in die Küstenschutzprogramme des Landes Schleswig-Holstein aufgenommen, da die Unterhaltung für die notwendige Instandhaltung der Deckwerke an den Halligen sehr kostspielig war und noch heute ist.
Nach der schweren Sturmflut 1962 wurde deutlich, dass die Küstenschutzmaßnahmen auch an der schleswig-holsteinischen Westküste intensiviert werden mussten. Gutachten führten im Nachfolgenden zur Erstellung des sogenannten Generalplan Küstenschutz. In diesem wurde auch die Vordeichung der Nordstrander Bucht mit aufgenommen. Bevor es aber schließlich zum Bau kam, mussten noch einige Jahre mit Kontroversen überbrückt werden. So wurden im Laufe der 1960er und 1970er Jahre die Planungen an die sich ändernden Rahmenbedingungen angepasst. Hierbei spielten neben den naturbedingten Erfordernissen auch immer Finanzfragen und solche des Umweltschutzes mit hinein. Die Folge waren unterschiedliche Lösungsvarianten. Sahen die ersten Pläne aus dem Jahr 1963 noch eine große Eindeichung vom Elisabeth-Sophien-Koog auf der Insel Nordstrand bis zum Hauke-Haien-Koog und die Anlage eines Sicherungsdammes vom Festland zur Insel Pellworm im Wattbereich nördlich der Hamburger Hallig vor, so musste dieser Plan immer wieder abgeändert werden. Teilweise wurden Varianten verfolgt, die keine Vordeichung der Nordstrander Bucht vorsahen, sondern lediglich Deichverstärkungen entlang der alten Deichlinie, oder aber Deichneubauten mit einem Abstand von 200 m vor dieser. Schlussendlich wurde aber die sogenannte Kleine Lösung des Vordeichungsprojektes gewählt, die eine Verbindung von der Nordspitze der Insel Nordstrand beim Elisabeth-Sophien-Koog zur Südspitze des Sönke-Nissen-Koogs, eine daran anschließende Deichverstärkung entlang des Außendeichs und einen Sicherungsdamm zur Insel Pellworm vorsah. Der auf diese Weise eingedeichte Bereich wurde schließlich nach der im Jahre 1634 untergegangenen Beltringharde benannt. Die Planfeststellung für diese Lösung erfolgte im Jahr 1982.

### Eindeichung
Im Jahr 1982 begannen auch bereits die ersten Arbeiten. Zunächst wurden die Zufahrten zu den Ansatzstellen errichtet. Im Winter 1982/83 wurden die ersten Baumaterialien für den Deichbau angeschafft (unter anderem 60.000 t Geröll). Im Jahr 1983 begannen schließlich die ersten Spülarbeiten sowie die Arbeiten zur Erstellung eines Ringdeiches für die Baustelle Holmer Siel.
Im April 1983 verfügte das Landesverwaltungsgericht auf Betreiben der Gegner des Projekts einen Baustopp. Der beim Oberverwaltungsgericht in Lüneburg daraufhin eingegangene Einspruch wurde ebenfalls kurzfristig verhandelt und der Baustopp Anfang Mai 1983 wieder aufgehoben. Die daraufhin erhobenen acht Klagen wurden bis zum Sommer 1985 rechtskräftig abgewiesen.
Der Ablauf wurde in mehrere Bauabschnitte unterteilt. Zunächst erfolgte der Bau eines Deiches von der Nordspitze Nordstrands bis zur Holmer Fähre, einem Seitenarm des Norderhever Stroms. An dieser Stelle wurde Sand angespült und ein Ringdeich als Schutzmaßnahme für den Bau des Holmer Siels errichtet. Im darauf folgenden Jahr begann der Deichvortrieb von der Nordseite des zu erstellenden Kooges (Deichkilometer 8,9) vom Sönke-Nissen-Koog bis zur Deichschlussstelle Nord bei Deichkilometer 5,6. Ebenso erfolgte der Bau des 3,35 km langen Transportdamms vom Cecilienkoog entlang des Lorendamms zur Hallig Nordstrandischmoor. Dieser war notwendig für die Arbeiten des Deichmittelstücks zwischen den beiden Deichschlussstellen. Diese beiden zuletzt zu schließenden Lücken waren notwendig, da ansonsten die Erosionskraft an den bestehenden Deichabschnitten zu groß gewesen wäre. Die Erosionsgefahren konnten durch die Deichlücken in den hier vorhandenen tiefsten Prielen vermindert werden. Im Jahr 1986 entstand schließlich das Deichstück zwischen dem Kopf des Transportdamms bei Deichkilometer 4,6 und der zweiten Deichschlussstelle am Holmer Siel bei Deichkilometer 1,4. Im Jahr 1987 konnten die Deichschlussstellen schließlich im Laufe der günstigen Monate April bis Juni geschlossen werden.
Beim Bau der Deichabschnitte im Jahr 1983 und 1986 wurden auch die Spundwände für die an diesen Stellen zu errichtenden Durchlässe Sönke-Nissen-Koog Siel und Lüttmoorsiel gesetzt. Die für den Bau der Deiche notwendige Klei- und Sandentnahme erfolgte im Wattbereich des neuen Kooges. Hierbei lagen drei von vier Kleientnahmestellen im festlandnahen Bereich entlang des alten Seedeiches, die Sandentnahmestellen allesamt im äußeren parallel zum neuen Außendeich. Eine Kleientnahmestelle bildet heute das Rückhalte- und Speicherbecken an der Sönke-Nissen-Koog Siel.
Der neue Deich zeigt sich heute größtenteils als sogenannter Schardeich. Lediglich im nördlichen Bereich sind großflächigere Vorländereien entstanden, die auch zum Schutz der Hamburger Hallig angelegt wurden. Der Deich an sich ist ein Sandkerndeich.
Für den Deichbau fanden modernste Berechnungsformen für die Deichhöhe und die Deichprofile (Neigungswinkel) Anwendung. Zeitgemäßen Ansprüchen entsprechend nahm der Deich auch auf der Außenseite im Bereich der Außenberme einen Treibsel-Abfuhrweg auf. Der Deichverteidigungsweg wurde im Bereich der Innenberme ausgeführt. Letzterer dient der schnellen Heranschaffung von Materialien zur Sicherung von Deichschäden bei einer Sturmflut. Beide Wege sind nicht für den allgemeinen motorisierten Verkehr freigegeben. Im Bereich des Beltringharder Koogs werden jedoch mehrere Radfahrrouten, wie zum Beispiel der Nordseeküstenradweg als Teil der internationalen NSCR (North Sea Cycle Route) über sie geführt.

### Nach der Eindeichung
Der Beltringharder Koog war während seiner Entstehung nicht nur eine der größten, sondern auch eine der umstrittensten Deichbaumaßnahmen in der deutschen Geschichte. Seine Anlage war von heftigsten Auseinandersetzungen der Vertreter der Belange des Küstenschutzes sowie des Naturschutzes begleitet. Aus diesem Grund wurde der geplante Umfang einer späteren landwirtschaftlichen Nutzung stark eingeschränkt, ein geplanter Jachthafen niemals realisiert. Als Ausgleichsmaßnahme für die aus Gründen des Küstenschutzes vorgenommenen Eingriffe in die Natur wurde die gesamte 3.350 ha umfassende Fläche des Beltringharder Koogs als Salzwasserbiotop 1991 unter Naturschutz gestellt und ist unbesiedelt.

## Nutzungen

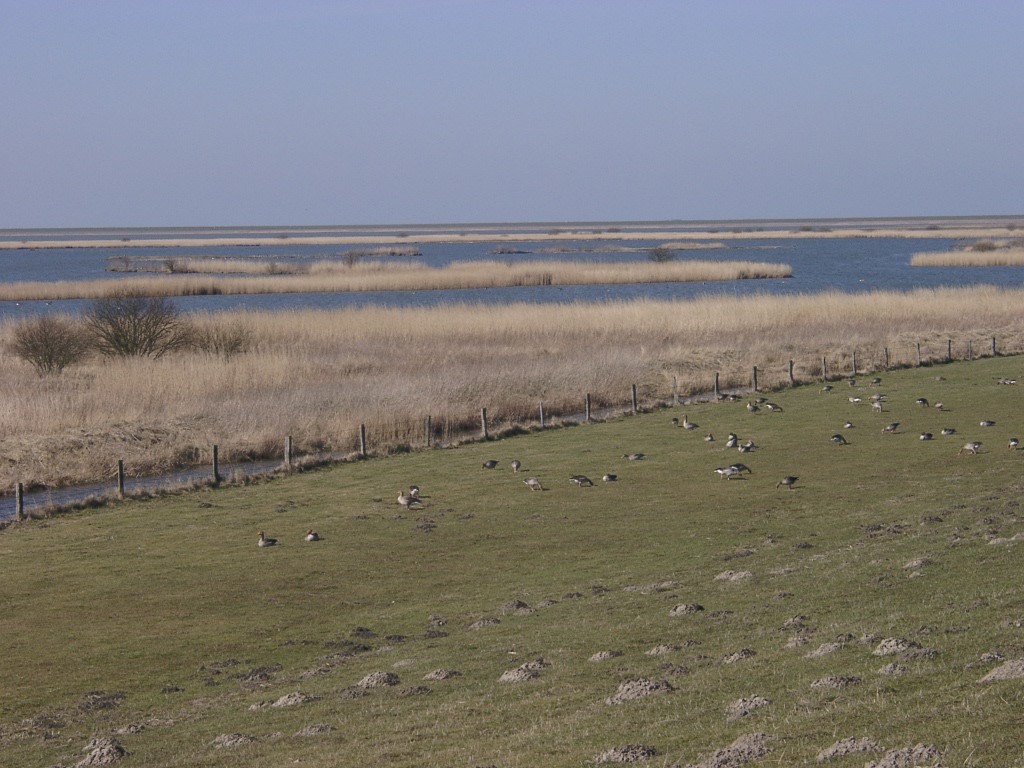
Feuchtgrünland mit rastenden Graugänsen

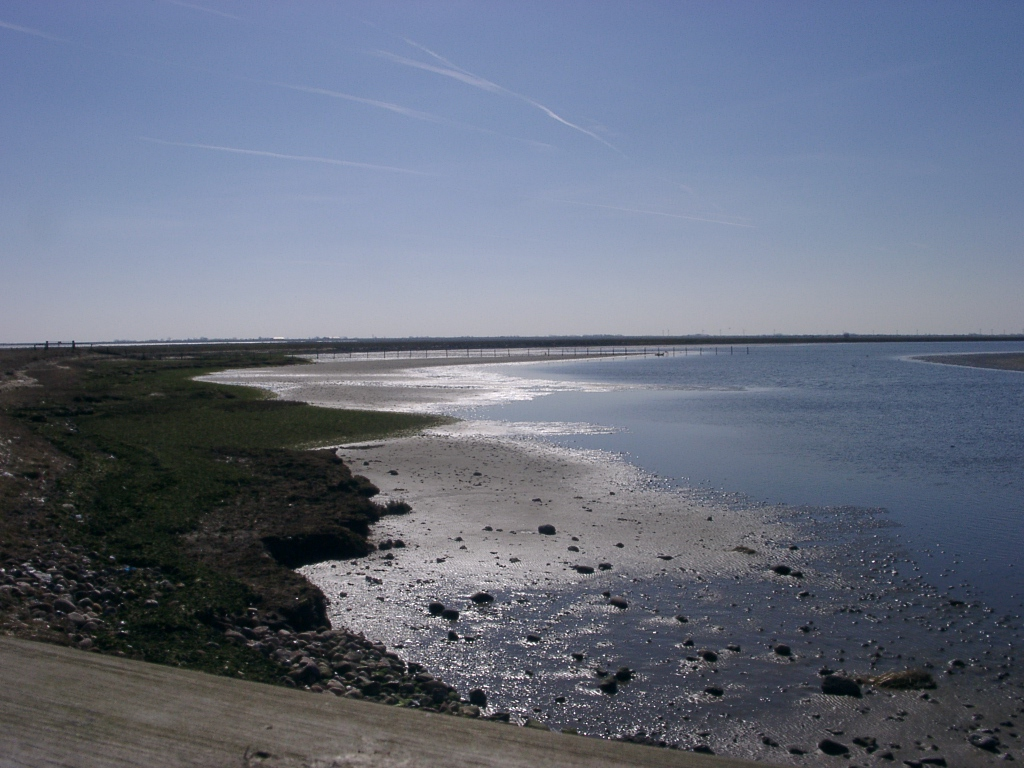
Salzlagune im Beltringharder Koog

### Naturschutz
In § 3 der Naturschutzverordnung heißt es: „Das Naturschutzgebiet dient der dauerhaften Erhaltung und ungestörten Entwicklung eines durch Eindeichung überprägten ehemaligen Wattenmeerbereiches mit großflächigen Salz- und Süßwasserlebensräumen, tidebeeinflussten Überschwemmungsgebieten, mit Sümpfen und sonstigen Feuchtgebieten sowie einer an diese Lebensräume gebundenen charakteristischen Pflanzen- und Tierwelt, insbesondere dem Schutz der hier rastenden und brütenden Watt- und Wasservögeln.“
Die Fläche ist in Zonen (Biotope) unterteilt, die verschiedene Nutzungen zulassen. Im Einzelnen sind es – im Norden beginnend:
- das Speicherbecken am Sönke-Nissen-Koog Siel (36,2 Hektar),
- der Lüttmoorsee (Bereich nördlich des ehemaligen Transportdamms vom Cecilienkoog zum Außendeich) (275 Hektar),
- die tidebeeinflusste Salzwasserlagune (südlich des Damms) (555,4 Hektar),
- das Arlau-Speicherbecken (daran südlich als Verbindung zwischen der Arlauschleuse und dem Holmer Siel anschließend) (171,5 Hektar) und der
- Holmer See. (258,4 Hektar)

Sie alle sind zusammen mit der Arlau wichtige Gewässer der Flussgebietseinheit Eider. Die restriktiven Nutzungsbedingungen gewährleisten, dass z. B. der südliche Teil als Brut- und Raststätte von Seevögeln nicht betreten werden darf. Das NSG „Beltringharder Koog“ wird unter dem Namen „Arbeitsgemeinschaft Naturschutz im Beltringharder Koog“ gemeinsam betreut von NABU Schleswig-Holstein, Naturschutzgesellschaft Schutzstation Wattenmeer, BUND Schleswig-Holstein und WWF Deutschland. Das Naturschutzgebiet wird in der Liste des United Nations Environment World Conservation Monitoring Centre (UNEP-WCMC) mit der Nummer WDPA ID 64666 geführt.

### Landwirtschaft
Auf einigen Flächen ist trotzdem eine extensive landwirtschaftliche Nutzung möglich. Diese beschränkt sich jedoch auf die vor der alten Deichlinie entlang der Hattstedtermarsch, des Cecilienkoogs und des Sönke-Nissen-Koogs gelegenen Vorlandflächen.

### Tourismus
Über den ehemaligen Transportdamm während der Zeit der Eindeichung verläuft heute die öffentlich zugängige Straßenverbindung zur sogenannten Badestelle Lüttmoorsiel.
Sie weist bisher binnendeichs sanitäre Anlagen und eine kleine Gastronomie/Kiosk auf, der im Laufe der Zeit um einen kleinen Kinderspielplatz erweitert wurde.
Die Ende August 2021 eröffnete sogenannte Integrierte Station Beltringharder Koog verbindet Naturschutz, Naturerlebnis und nachhaltigen Tourismus, vereint die das Gebiet betreuenden Personen und Organisationen unter einem Dach und bietet Besuchern eine Aussichtsplattform, sowie ein Informationszentrum, in dem über Küstenschutz, Halligen, Nationalpark und Weltnaturerbe Wattenmeer (Nordsee) informiert wird.

### Umschlagplatz
Die Lorenbahn zur Hallig Nordstrandischmoor beginnt hier. In einer Halle stehen Autos der Halligbewohner, die hier ihre Einkäufe zum Weitertransport umschlagen.

## Statistische Daten
Der Beltringharder Koog hat eine Gesamtfläche von 33,4 km². Zum 1. Januar 2005 wurde eine Fläche von 35,5 km² offiziell unter sieben Gemeinden aufgeteilt, wobei der Beltringharder Koog fünf Gemeinden betraf:
| Gemeinde               | Fläche (km²) | Prozent | Lage                      |
| ---------------------- | ------------ | ------- | ------------------------- |
| Hattstedtermarsch      | 12,42        | 35,0    | Zentraler Teil            |
| Nordstrand             | 12,17        | 34,3    | Südteil                   |
| Reußenköge             | 9,31         | 26,3    | Nordteil                  |
| Dagebüll               | 0,70         | 2,0     | nicht Beltringharder Koog |
| Ockholm                | 0,58         | 1,6     | nicht Beltringharder Koog |
| Schobüll 1             | 0,18         | 0,5     | kleiner Teil im Südosten  |
| Elisabeth-Sophien-Koog | 0,10         | 0,3     | kleiner Teil im Südwesten |
| Teile in 7 Gemeinden   | 35,46        | 100,0   |                           |